# PS Barito Putera
Persatuan Sepak Bola Barito Putera, también conocido como Barito Putera, es un club de fútbol profesional indonesio con sede en Banjarmasin, Indonesia. El club actualmente está compitiendo en la Liga 1 de Indonesia.

## Historia
Barito Putera se formó con la esperanza de avanzar en el fútbol de Borneo Meridional. Nacido por iniciativa de Abdussamad Sulaiman, un empresario local, quien en ese momento estaba arriesgando su vida en el Hospital Pondok Indah Yakarta, porque se enfrentaba a una operación importante.
En la competencia Galatama de 1988, Barito solo podía posarse en la posición 18. Barito no podía competir con equipos de besos que habían madurado antes.
En la primera edición de Ligina, temporada 1994/95, fue una temporada inolvidable para los fanáticos de Barito. El equipo que llegó a las semifinales de Ligina, cayeron cuando se enfrentaron a Persib Bandung 0-1 en Estadio Bung Karno, Yakarta.
En 2010, Barito terminó octavo en Divisi I, y promovido a la Primera División de la Liga de Indonesia. Barito llegó a la casta más alta, como campeón de Primera División 2011/12, golpeando Persita Tangerang 2–1 en Estadio Manahan, Solo.
2013 es primera temporada de Barito en el nivel superior del fútbol de Indonesia en la historia.

## Honores
- Galatama
  - Tercer Lugar: 1992-93
- Liga Indonesia Primera División
  - Ganador: 2011-12 (segundo nivel era)
  - Semifinal: 1994-95 (primera nivel era)

- Liga Indonesia Segunda División
  - Ganador: 2008-09